# Regard de la Lanterne

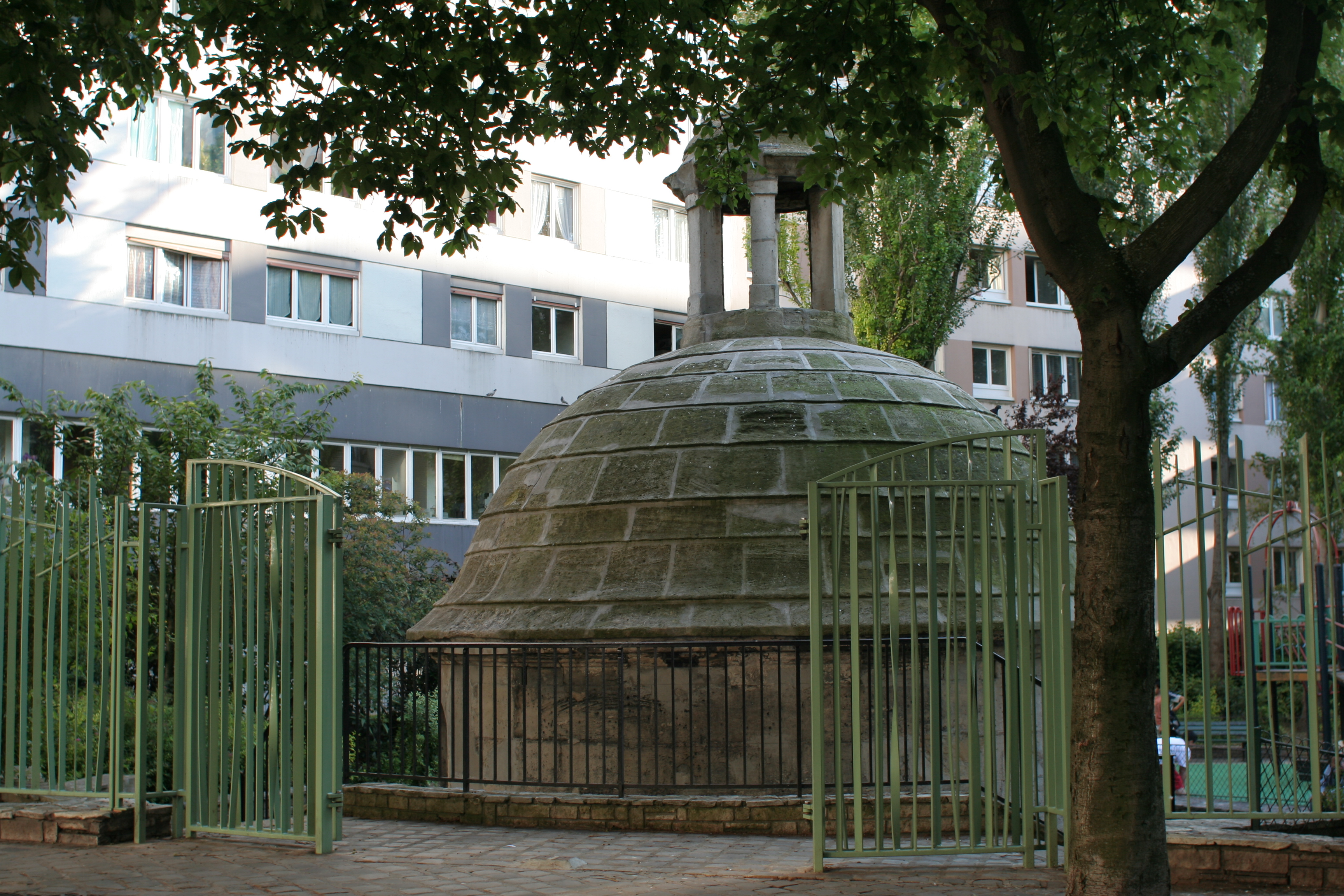
Regard de la Lanterne

Regard de la Lanterne (česky Pohled lucerny) je barokní vstup (vpust) do pařížských stok, který se nachází v Paříži v 19. obvodu mezi ulicemi Rue Augustin-Thierry, Rue Compans a Rue de Belleville. Jedná se o historickou památku. Vnitřek stavby je veřejnosti přístupný pouze ve Dnech evropského dědictví.

## Popis
Jedná se o malou kamennou stavbu s okrouhlým půdorysem ve tvaru kopule. Je zakončená malou kamennou lucernou. Uvnitř je dvouramenné schodiště, kterým se sestupuje do podzemí.
Stavba se nachází ve stejnojmenném parku, kterému dala své jméno.

## Historie
Vstup byl postaven v letech 1583-1613, aby sloužil jako hlavní přístup k tehdejšímu vodovodu Belleville, který přiváděl vodu z vrchu Belleville k pařížským budovám na pravém břehu.
Stavba byla 4. listopadu 1899 zařazena mezi historické památky.